# Radiometrijski učinak
Radiometrijski učinak ili radiometrijski efekt je pojava pokretanja tijela obješenog u razrijeđenome plinu (vakuum) kada se obasja svjetlošću. Radiometrijski učinak primjenjuje se za mjerenje energije zračenja, osobito u području vidljivog i infracrvenoga dijela spektra elektromagnetskih valova. Prvi radiometar s tim načinom rada sagradio je W. Crookes. Crookesov radiometar sastoji se od četiriju metalnih pločica, s jedne strane poliranih, a s druge pocrnjenih, ugrađenih križno na osovini, u obliku vrtuljka. Cio uređaj nalazi se u staklenoj boci s vrlo razrijeđenim zrakom. Obasja li se radiometar, svjetlost (ili infracrvene zrake) će se više apsorbirati na tamnoj strani pločica; ta strana postaje toplija i molekule zaostalog (rezidualnoga) plina jače od nje odskaču i reakcijom pokreću vrtuljak. Brzina okretanja ovisi o apsorbiranoj toplini, te je ujedno mjera izračene energije. Radiometrijski učinak ne smije se zamijeniti s takozvanim svjetlosnim tlakom (tlak elektromagnetskog zračenja), to jest izravnim djelovanjem svjetlosti na plohe.

## Radiometrija
Radiometrija je grana optike koja se bavi mjerenjem svojstava elektromagnetskih valova. Mjerenja se izvode elektroničkim mjernim instrumentima koji se nazivaju radiometrima. Primjenjuju se u radio astronomiji, u medicinskoj dijagnostici, za daljinska istraživanja i tako dalje. Radiometrijske veličine jakost zračenja, ozračenost, ozračenje, tok zračenja i druge obuhvaćaju cijeli spektar elektromagnetskoga zračenja.

### Radiometrijske veličine i mjerne jedinice
| Veličina        | Veličina | Mjerna jedinica         | Mjerna jedinica | Napomena                            |  |
| --------------- | -------- | ----------------------- | --------------- | ----------------------------------- |  |
| naziv           | znak     | naziv                   | znak            | Napomena                            |  |
| Tok zračenja    | Φ        | vat                     | W (J/s)         | naziva se i radijacijski fluks      |  |
| Jakost zračenja | I        | vat po steradijanu      | W/sr            | naziva se i radijacijski intenzitet |  |
| Ozračenje       | E        | vat po četvornom metru  | W/m2            | naziva se i iradijancija            |  |
| Ozračenost      | H        | džul po četvornom metru | J/m2            | naziva se i ekspozicija             |  |